# Paul Sturrock
Paul Whitehead Sturrock (10 de outubro de 1956) é um ex-futebolista e treinador de futebol escocês.

## Carreira
Paul Sturrock competiu na Copa do Mundo FIFA de 1982, sediada na Espanha, na qual a seleção de seu país terminou na 15º colocação dentre os 24 participantes.